# Lina Bruna Rasa
Lina Bruna Rasa (Padua, 1907 - Milán, 1984) fue una soprano dramática italiana conocida por su intensidad, entrega y compenetración con los personajes que interpretó.

## Biografía
Debutó en el teatro Politeama de Génova en 1925 en Mefistofele de Arrigo Boito, sucediéndose Milán, Turín y El Cairo y triunfando luego en La Scala como Santuzza y Maddalena de Andrea Chenier dirigida por Ettore Panizza. 
Actuó en el teatro Colón de Buenos Aires en 1929 como Tosca, La campana sommersa y Andrea Chénier y en el teatro Solís de Montevideo.
En esa década actuó en todos los teatros italianos de importancia, en Francia, Suiza y en el Liceo de Barcelona donde cantó Aída. 
Su repertorio fue básicamente verista y en especial como Santuzza (Cavalleria rusticana), papel al que quedará asociada eternamente. 
Fue la Santuzza preferida de su compositor- (Pietro Mascagni) - dirigiéndola en varias oportunidades, incluso en la primera grabación completa de la obra.
En 1930 comenzó a manifestar problemas mentales que se agravaron con la muerte de su madre en 1935. 
En el período 1935-1942, sufre trastornos nerviosos serios y en 1942 canta su última Santuzza, después de la cual fue internada.
Sus últimos treinta y seis años de vida transcurrieron confinada en un hospital mental en Milán.

## Roles
- Aída en Aïda

- Sélika en L'Africaine

- Maddalena de Coigny en Andrea Chénier

- Amelia en Un ballo in maschera

- Magda en La campana sommersa

- Carmen en Carmen

- Santuzza y Lucía en Cavalleria rusticana

- Leonora en La forza del destino

- Ricke en Germania

- Gioconda en La Gioconda

- Mathilde en Guglielmo Tell

- Isabeau en Isabeau

- Loreley en Loreley

- Elena y Margherita en Mefistofele

- Atte en Nerone

- Omòniza en Omòniza

- Desdemona en Otello

- Elisabetta en I pittori fiamminghi

- Dolly en Sly

- Tsaritsa Militrisa en The Tale of Tsar Saltan

- Venus en Tannhäuser

- Tosca en Tosca

- St. Clare en Trittico Francescano

- Leonora en Il trovatore

- Wally en La Wally

## Discografía de referencia
- Giordano - Andrea Chénier; La Scala Orchestra and Chorus; Lorenzo Molajoli. 1931.
- Mascagni - Cavalleria rusticana (Beniamino Gigli, Lina Bruna Rasa, Gino Bechi, Giulietta Simionato; La Scala Orchestra and Chorus; Pietro Mascagni. 1940.
- Giordano -Fedora (Gilda dalla Rizza, Emilio Ghirardini, Antonio Melandri; La Scala Orchestra and Chorus; Lorenzo Molajoli.